# República de Maguncia

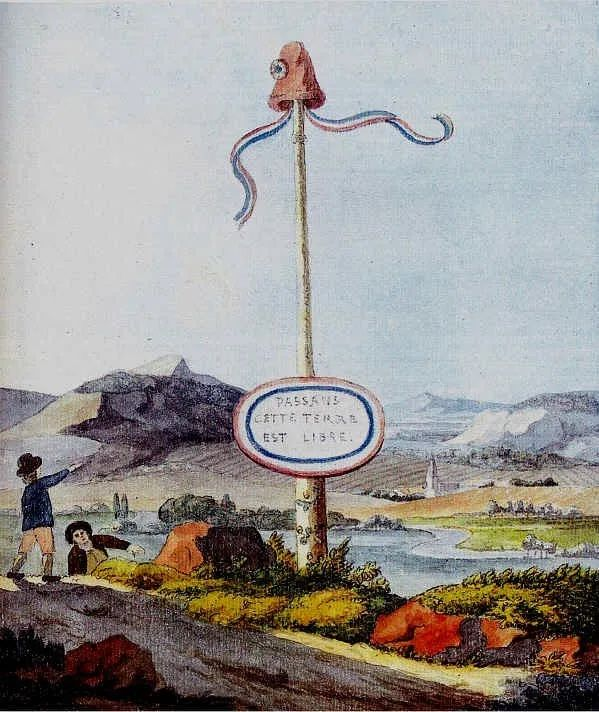
Árbol de la libertad.

La República de Maguncia fue el primer Estado democrático en territorio alemán y estaba centrada en Maguncia. Fue una "república hermana" producto de las Guerras Revolucionarias Francesas que duró solamente desde marzo hasta julio de 1793.

## Contexto
Durante la Primera Coalición contra Francia, las tropas prusianas y del Sacro Imperio que habían invadido Francia, se retiraron tras la batalla de Valmy, permitiendo al ejército revolucionario francés contraatacar. Las tropas del general Custine entraron en el Palatinado en septiembre y ocuparon Maguncia el 21 de octubre de 1792. El gobernador de Maguncia, el Elector y Arzobispo Friedrich Karl Joseph von Erthal, había huido de la ciudad.

## Club jacobino
Al día siguiente, 20 ciudadanos de Maguncia fundaron un club jacobino, la Gesellschaft der Freunde der Freiheit und Gleichheit (Sociedad de los Amigos de la Libertad y la Igualdad). Junto con clubes filiales fundados más tarde en Altona, Estrasburgo, Espira, Worms y en la Alemania meridional desde Baden hasta Baviera, promovían la Ilustración y los ideales de la Revolución francesa de la Liberté, égalité, fraternité en Alemania, apuntando a que se crease una república alemana siguiendo el modelo francés. La mayor parte de los miembros fundadores del Club jacobino eran profesores y estudiantes de la Universidad de Maguncia, junto con el bibliotecario de la universidad, Georg Forster, algunos mercaderes y funcionarios estatales.

## Fundación de la república
Por orden de la Convención Nacional Francesa, se celebraron elecciones en los territorios ocupados por los franceses al oeste del río Rin el 24 de febrero de 1793, tras lo cual 130 ciudades y pueblos enviaron sus diputados a Maguncia.
El primer parlamento elegido democráticamente en Alemania, llamado la Rheinisch-Deutscher Nationalkonvent (Convención Nacional Renano-Alemana) se reunió por primera vez el 17 de marzo de 1793 en la Deutschhaus de Maguncia (actualmente sede del parlamento estatal de Renania-Palatinado). La convención declaró al territorio representado (el cual se extendía hasta Bingen por el oeste y hasta Landau por el sur) libre y democrático, y desmintió cualquier lazo con el Imperio. El presidente de la convención, Andreas Joseph Hofmann, proclamó el Estado Libre Renano-Alemán (Rheinisch-Deutscher Freistaat) desde el balcón del Deutschhaus. El 23 de marzo de 1793, se decidió enviar delegados (entre ellos a Georg Forster y Adam Lux) a París y solicitar la entrada de la república de Maguncia a Francia. La Convención Nacional Francesa la concedió el 30 de marzo.

## Fin de la república
Tropas prusianas recuperaron pronto todo el territorio ocupado, excepto la fuertemente fortificada ciudad de Maguncia. Tras un largo asedio, en el cual fue destruida gran parte de la ciudad, las tropas prusianas y del Sacro Imperio conquistaron la ciudad el 22 de julio de 1793. La república desapareció y los jacobinos fueron perseguidos hasta 1795, cuando la ciudad volvió a dominio francés, que la incluyó dos años después en la República Cisrenana.